# Ленчица (станция)
Ленчица (польск. Łęczyca) — железнодорожная станция в городе Ленчица, Лодзинское воеводство, Польша. Согласно классификации PKP, это станция местного значения. На станции останавливаются поезда REGIO компании Polregio, поезда TLK и InterCity компании PKP Intercity, а также поезда Лодзинской агломерационной железной дороги, курсирующие между Лодзью и Кутно. Станция построена по типовому проекту станции среднего размера, использованному, в частности, в Серпце.
Переведено с помощью www.DeepL.com/Translator (бесплатная версия)